# Антоні Де ла Роше

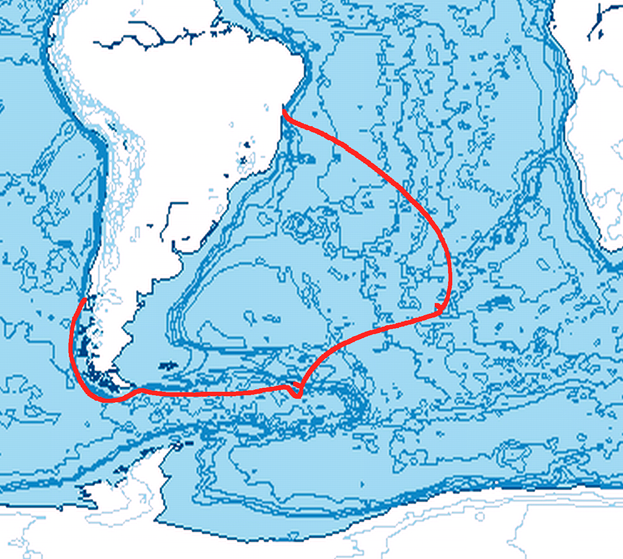
Подорож англійського купця Антоніо де ла Роше в 1675

Антоні де ла Роше (також Антуан де ла Роше, Антоніо де ла Роше, Антоніо де ла Рока в різних джерелах) — англійський торговець, який народився в XVII столітті в Лондоні в сім'ї француза-гугенота і англійки. Під час торгового подорожі з Європи в Південну Америку, збившись з курсу, виявив острів Південна Джорджія, відкривши першу відому землю на південь від лінії антарктичної конвергенції.

## Відкриття Південної Джорджії

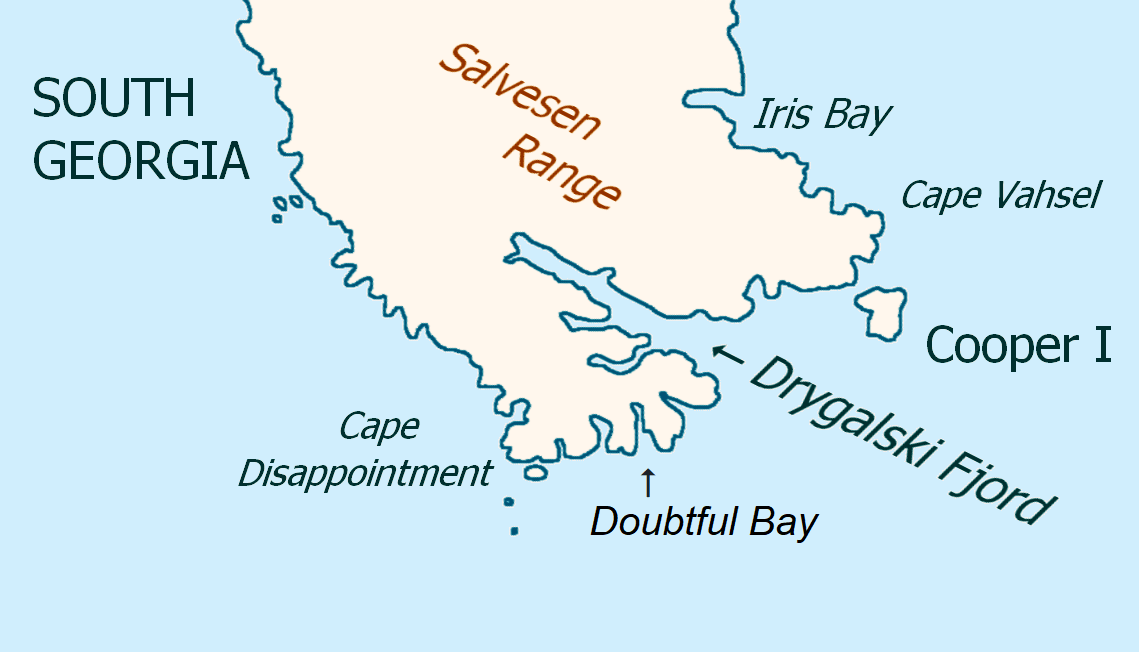
Фіорд Дригальського, передбачуване місце, де пришварртувався де ла Роше

Придбавши в Гамбурзі 350-тонний корабель і отримавши дозвіл іспанської влади на торгівлю в Іспанській Америці, ла Роше відвідав Канарські острови в травні 1674 року а в жовтні корабель прибув у порт Кальяо віцекоролівства Перу, пройшовши протокою Ле-Мера й мимо мису Горн. На зворотному шляху, пливучи від острова Чилое (Чилі) до Тодуз-ус-Сантус (Сальвадор, Бразилія), в квітні 1675 року ла Роше обігнув мис Горн і потрапив у шторм в небезпечних водах біля острова Естадос. Кораблю не вдалося вийти до протоки Лемера, як планувалося, ні обійти східний край Естадес (тобто пройти міфічним «протокою Браувера», що зображувалися на старих картах після голландської експедиції 1643 року під ккерівництвом адмірала Хендріка Браувера), і його віднесло далеко на схід. Нарешті вони знайшли притулок в одній з південних бухт Південної Джорджії — за деякими припущеннями, фіорді Дригальского — де пошарпаний штормом корабель кинув якір на два тижні.

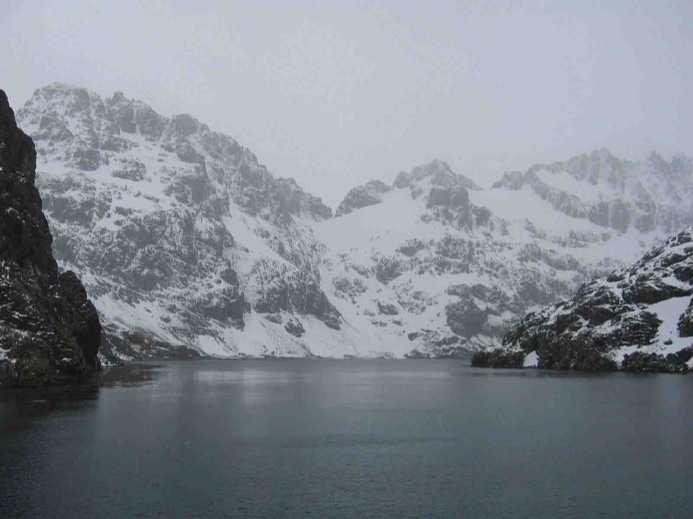
Фіорд Дригальского

За розповіддю тих, що вижили, опублікованого незабаром після описуваних подій, вони знайшли бухту, в якій кинули якір поряд зі скелясто-піщаним мисом, тягнеться на 28. 30. і 40. морських сажнів. Навколишнє обмерзла, гориста місцевість була описана так: «Кілька снігових гір біля берега, дуже погана погода». Як тільки погода прояснилася, команда підняла вітрила, і, огинаючи південно-східний край Південної Джорджії, помітили з корабля скелі Клерк далі на південному сході.

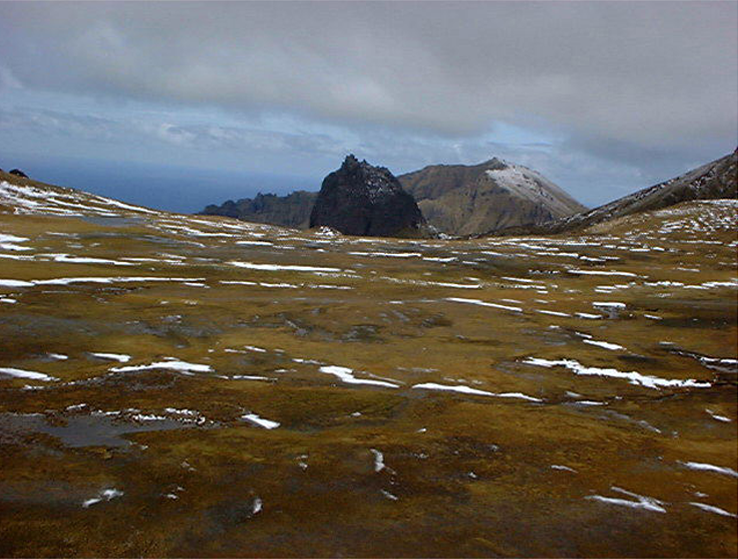
Острів Гоф

## Ім'я ла Роше на картах

### Відкритий острів
Незабаром після подорожі на нових географічних картах стали з'являтися «Острів Роше» і «Протока де ла Роше», що відокремлює острів від «Невідомої землі» на південно-сході. Зокрема, знову відкритий острів відзначений на наступних картах XVIII століття:
- L Isle, Guillaume de; J. Covens & C. Mortier. (1700/20). L'amerique Meridionale. Paris.
- Chatelain, Henry A. (1705/19). Nouvelle Carte de Geographie de la Partie Meridionale de la Amerique. Amsterdam.
- L Isle, Guillaume de & Henry A. Chatelain. (1705/19). Carte du Paraguai, du Chili, du Detroit de Magellan. Paris.
- Lens, Bernard & George Vertue. (ca. 1710). Map of South America. London.
- Price, Charles. (ca. 1713). South America corrected from the observations communicated to the Royal society's of London and Paris. London.

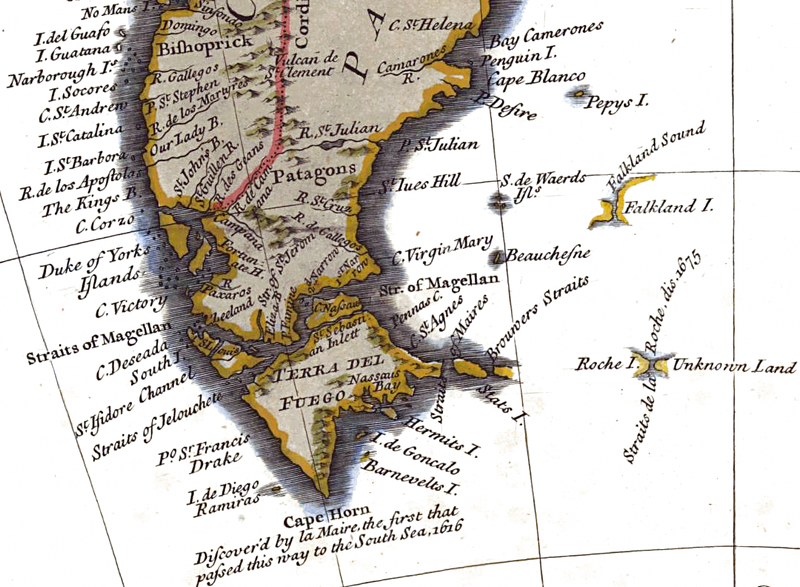
Фрагмент карти з 'островом Роше'

- De Fer, Nicolas. (1720). Partie La Plus Meridionale de l'amerique, ou se trouve Le Chili, Le Paraguay, et Les Terres Magellaniques avec les Fameux Detroits de Magellan et de le Maire [Архівовано 25 січня 2020 у Wayback Machine.]. Paris.
- Homann Heirs. (1733). Typus Geographicus Chili a Paraguay Freti Magellanici [Архівовано 25 січня 2020 у Wayback Machine.]. Nuremberg.
- Moll, Herman. (1736). A map of Chili, Patagonia, La Plata and ye South Part of Brasil. London.
- L Isle, Guillaume de & Girolamo Albrizzi. (1740). Carta Geografica della America Meridionale. Venice.
- Seale, Richard W. (ca. 1745). A Map of South America. With all the European Settlements & whatever else is remarkable from the latest & best observations. London.
- Cowley. (ca. 1745). A Map of South America. London.
- Gibson, John. (1753). South America. London.
- Jefferys, Thomas. (1768). South America. London.

Друга карта Південної Джорджії була складена в 1802 капітаном американського промислового судна Union Ісааком Пендлтоном і відтворювалася італійським полярним картографом А. Фаустіні в 1906 році під назвою 'Південна Джорджія; відкрита французом Ла Рошем у 1675 році'. (Пендлтон помилявся про національності ла Роше через його французьке прізвище).

### Інші топоніми
На честь де ла Роше також названі:

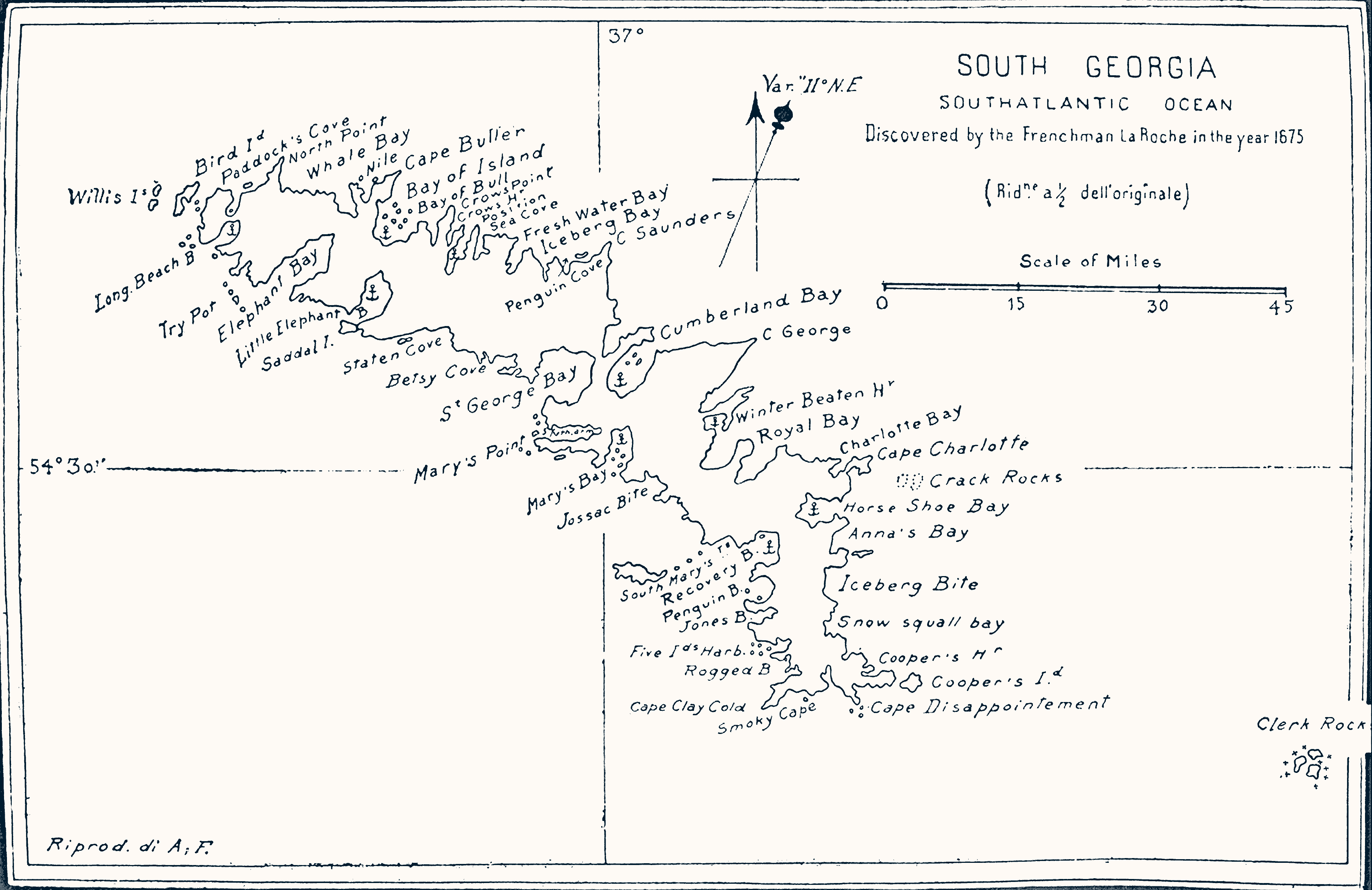
Карта Південної Джорджії, складена у 1802 році капітаном Ісааком Пендлтоном

- Пік Роше, найвища точка острова Пташиний
- Льодовик Роше в масиві Вінсон, найвищих горах Антарктиди[5][6].